# Eumeniusz (Michiejew)
Eumeniusz, imię świeckie Jewgienij Michiejew (ur. 17 maja 1942 w Kandałakszy) – duchowny Rosyjskiej Prawosławnej Cerkwi Staroobrzędowej, od 2005 biskup Kiszyniowa i całej Mołdawii.
Święcenia diakonatu przyjął w 1958, a prezbiteratu 17 maja 2004. Chirotonię biskupią otrzymał 2 stycznia 2005.